# 京煎堂
京煎堂（きょうせんどう）は、京都府宇治市に本社を構え、京都市に本店を置く企業、和菓子専門店、ブランド名である。

## 概要
主に和菓子の販売や飲食店の経営を行っている。
本社は京都府宇治市槙島町中川原23-5に存在し、京都府京都市東山区祇園町南側565−1に存在する。